# Леутфред
Леутфред (Леутфрид; лат. Leudefredus, нем. Leutfred; не ранее 587) — франкский герцог (лат. dux) алеманнского происхождения во второй половине VI века; вероятно, герцог Алеманнии до 587 года.

## Биография
Леутфред был герцогом на службе правителей Франкского государства. Предполагается, что он был алеманном и управлял Алеманнией как вассал королей Австразии. Возможно, он был преемником герцога Теодефрида, о котором упоминается в хронике Мария Аваншского. В 587 году Леутфред был лишён своего титула королём Хильдебертом II. Его преемником в Алеманнии был герцог Унцелен.